# Partit Democràtic (Japó)
El Partit Demòcratic (en japonès: 民進党, transliterat: Minshintō), comunament abreviat com DP, fou un partit polític de centre sorgit al Japó l'any 2016 amb la unió del Partit Democràtic del Japó i el Partit de la Innovació.
```
Fins a la seua marginalització després de les 
eleccions generals de 2017
 en el grup dels independents, fou la principal força d'oposició de la Dieta Imperial.
```

## Història
El Partit Democràtic fou fundat el 26 de març de 2016 per la unió del Partit Democràtic del Japó, d'ideologia de centre-esquerra, i del Partit de la Innovació, de centre-dreta amb la intenció de concórrer a les eleccions a la Cambra de Consellers d'estiu de 2016. En aquelles eleccions el partit va aconseguir 49 escons, no aconseguint millorar els resultats dels seus dos partits predecessors. Després d'aquells resultats, l'aleshores lider, en Katsuya Okada anuncià que no es tornaria a presentar a la reelecció com a líder del partit adduint que el partit necessitava nous rostres.

### Fusió amb el Partit de l'Esperança (2018)
En gener de 2018, el Partit Democràtic i el Partit de l'Esperança, acordaren unir-se en un mateix grup a les dues cambres de la Dieta Imperial. No obstant això, després de dies, les negociacions es trencaren. El 9 d'abril de 2018 s'anunciaren les conversacions per a una possible confluència dels dos partits en un nou partit de l'oposició.
El 24 d'abril, els líders del Partit Democràtic i del Partit de l'Esperança anunciaren en una roda de premsa conjunta la intenció de fusionar-se en maig de 2018 en un nou partit sota el nom de Partit Democràtic Nacional. Algunes faccions dels dos partits anunciaren que no s'unirien al nou partit. Els membres que no s'uniren romandrien com independents i ingressarien en altres partits. El Partit Democràtic i el Partit de l'Esperança s'uniren finalment el 7 de maig de 2018 per formar el Partit Democràtic per a la Gent.

## Ideologia
Les polítiques del Partit Democràtic difereixen una miqueta de les del seu predecessor, el Partit Democràtic del Japó, centrant-se en el benestar social i en la promoció de la prosperitat. Tenen una mentalitat oberta tot el que fa referència a les relacions amb Corea del Nord. Com el seu predecessor, el partit s'oposa a l'ús de l'energia nuclear.

## Presidents del PD
| # | Nom                                   | Termini               | Termini              | Imatge | Eleccions                                            |
| # | Nom                                   | Inici de mandat       | Fi de mandat         | Imatge | Eleccions                                            |
| - | ------------------------------------- | --------------------- | -------------------- | ------ | ---------------------------------------------------- |
| — | Katsuya Okada 岡田 克也 Okada Katsuya | 27 març de 2016       | 1 d'octubre de 2016  |        | Eleccions a la Cambra de Consellers del Japó de 2016 |
| 1 | Renhō 村田 蓮舫 Murata Renhō          | 1 d'octubre de 2016   | 27 de juliol de 2017 |        |                                                      |
| 2 | Seiji Maehara 前原 誠司 Maehara Seiji | 1 de setembre de 2017 | 30 d'octubre de 2017 |        |                                                      |
| 3 | Kōhei Ōtsuka 大塚 耕平 Ōtsuka Kōhei   | 31 d'octubre de 2017  | 7 de maig de 2018    |        |                                                      |

## Resultats electorals

### Eleccions a la Cambra de Consellers
| Any eleccions | Vots       | % vots (posició) | Diputats | +/- | Candidat      |
| ------------- | ---------- | ---------------- | -------- | --- | ------------- |
| 2016          | 11.751.009 | 21,0% (2)        | 49 / 242 |     | Katsuya Okada |